# 江镜镇
江镜镇是中国福建省福州市福清市下辖的一个镇。

## 行政区划
江镜镇下辖以下地区：
江镜村、后地村、雁湖村、酒店村、城坂村、谢塘村、玉桂村、张厝村、玉仑村、塘沁村、北陈村、鹤潭村、南宵村、南华村、北翁村、前张村、塘边村、文房村、苍溪村、林厝村、柯屿村、吴塘村、岸兜村、前华村、陈厝村和南城村。